# 薩尼賽德-塔霍市 (加利福尼亞州)
薩尼賽德-塔霍市（英語：Sunnyside-Tahoe City）是位於美國加利福尼亞州普萊瑟縣的一個人口普查指定地區。

## 地理
薩尼賽德-塔霍市的座標為39°09′01″N 120°08′59″W / 39.15028°N 120.14972°W，而該地最高點為海拔高度2074米（即6804英尺）。

## 人口
根據2010年美國人口普查的數據，薩尼賽德-塔霍市的面積為8.755平方千米，均為陸地。當地共有人口1557人，而人口密度為每平方千米177人。